# Österreich – Die ganze Geschichte
Österreich – Die ganze Geschichte ist eine österreichische Dokumentarfilmreihe über die Geschichte Österreichs, die auf ORF III ausgestrahlt wird.

## Gestaltung
Die Filmreihe ist auf vier Staffeln zu je zehn Folgen angelegt. Die Idee dazu geht auf Roland Weißmann, den ORF-Generaldirektor, zurück. Moderiert werden die einzelnen Episoden von Mariella Gittler und Andreas Pfeifer, die Texte werden von Cornelius Obonya und Matthias Franz Stein gesprochen. Angereichert sind die Teile mit Schauspiel, Augmented-Reality-Elementen und animierten Grafiken zum jeweiligen Thema. Die erste Staffel wurde von der Produktionsfirma „Ranfilm“ unter Stephanie Ninaus und Matthias Ninaus ausgeführt und einem Beirat von Historikerinnen und Historikern begleitet.

## Episoden

### Staffel 1
- Folge 1: Krieger und Baumeister (über Heinrich II. Jasomirgott, Theodora Komnena, Leopold V. und Richard Löwenherz)
- Folge 2: Die Herrschaft des Hungers (über die Belagerung Wiens 1276 durch Rudolf I. von Habsburg, sowie über Ottokar II. von Böhmen, Paltram vor dem Freithof und Gozzo von Krems)
- Folge 3: Meisterdiebin (über Helene Kottannerin und den Diebstahl der ungarischen Stephanskrone im Jahr 1440)
- Folge 4: Geburtswehen einer Weltstadt (über Rudolf der Stifter und die Wiener Gesera)
- Folge 5: Geiseln der Kälte (über die Kleine Eiszeit am Beispiel einer Bauernfamilie in der Steiermark)
- Folge 6: Das große Geld (über den Protestantismus und Frühkapitalismus in den habsburgischen Landen im 16. Jahrhundert)
- Folge 7: Der Hexenprozess (über Johannes Kepler und den Hexenprozess gegen seine Mutter Katharina Kepler)
- Folge 8: Der Patient null (über den Ausbruch der Pest in Wien 1679 und den Arzt  Paul de Sorbait)
- Folge 9: Der Goldene Apfel (über die Belagerung Wiens durch die Osmanen 1683 und den armenischen Kaufmann und Spion Johannes Diodato)
- Folge 10: Am Schafott der Freiheit (unter anderem über Franz Hebenstreit und Joseph von Sonnenfels)

### Staffel 2
- Folge 1: Liebe, Sex und Ehe, Buch und Regie: Max Jacobi, Philip Aleksiev[3]
- Folge 2: Der Spinner aus England, Buch und Regie: Alexander Frohner
- Folge 3: Pegelstand 6m 95, Buch und Regie: Susanne Pleisnitzer
- Folge 4: Der große Knall, Buch und Regie: Christian Papke
- Folge 5: Der Kampf um die Straße, Buch und Regie: Martin Vogg, Florian Riedelsperger
- Folge 6: Drama im Prater, Buch und Regie: Alexander Frohner
- Folge 7: Der Aufstieg des Postkartenmalers, Buch und Regie: Birgit Mosser
- Folge 8: Scheuende Pferde, Buch und Regie: Florian Riedelsperger
- Folge 9: Ein Diener macht Schluss, Buch und Regie: Susanne Pleisnitzer
- Folge 10: Der letzte Walzer, Buch und Regie: Marleen Paeschke

### Staffel 3
- Folge 1: Die Geburt der Republik, Buch und Regie: Wolfgang Winkler[4]
- Folge 2: Krieg und Fortschritt, Regie Johann Scholz, Buch Wolfgang Winkler
- Folge 3: Das gespaltene Land, Regie Johann Scholz, Buch Wolfgang Winkler
- Folge 4: Die Stimmen der Frauen, Regie Florian Moses Bayer, Buch Carolin Pienkos
- Folge 5: Die große Depression, Buch und Regie: Carolin Pienkos
- Folge 6: Die Uhren werden zurückgedreht, Regie Florian Moses Bayer, Buch Carolin Pienkos
- Folge 7: Die Manipulation der Massen, Buch und Regie: Carolin Pienkos
- Folge 8: Täter und Opfer, Buch und Regie: Wolfgang Winkler
- Folge 9: Die geraubte Kindheit, Regie Florian Moses Bayer, Buch Carolin Pienkos
- Folge 10: Geteiltes Land, Buch und Regie: Wolfgang Winkler

## Auszeichnungen (Auswahl)
- 2024: Hugo-Portisch-Preis in der Kategorie Zeitgeschichte/Dokumentation[5]